# 滕大春
滕大春（1909年—2002年），男，北京通县人，中国外国教育史学家、比较教育学家，曾任河北大学教授、博士生导师。